# Dowództwo Etapów Wojsk Polskich na Ukrainie
Dowództwo Etapów Wojsk Polskich na Ukrainie (DEU) –  struktura etapowa Wojska Polskiego w okresie wojny polsko-bolszewickiej.

## Formowanie i zmiany organizacyjne
W celu usprawnienia kierowania polskimi formacjami i urządzeniami etapowymi na terytorium prawobrzeżnej Ukrainy utworzono Dowództwo Etapów Wojsk Polskich na Ukrainie z siedzibą w Winnicy. Na jego dowódcę wyznaczony został oficer byłej armii austriackiej gen. Jan Romer. Zadaniem dowództwa było zabezpieczenie tyłów wojsk polskich operujących na Ukrainie, eksploatacja obszaru Ukrainy, zapewnienie bezpieczeństwa linii komunikacyjnych, współpraca z władzami Ukraińskiej Republiki Ludowej i pomoc w formowaniu armii ukraińskiej. DEU w Winnicy do pomocy zmobilizowano miejscowych członków Polskiej Organizacji Wojskowej, a wielu przedstawicieli inteligencji polskiej zatrudniono w biurach i urzędach wojskowych. Harcerze i uczniowie szkół średnich pełnili służbę, ubezpieczając teren miasta i najbliższą okolicę.
DEU swoimi działaniami objęło obszar położony między linią frontu polsko-sowieckiego z 25 kwietnia, a zachodnią granicą obszaru operacyjnego 2, 3 i 6 Armii. Podlegały mu bezpośrednio Dowództwo Okręgu Etapowego Płoskirów i znajdujące się w fazie organizacji DOE Szepetówka, do którego miały należeć powiaty Starokonstantynów i Równe oraz części powiatów Ostróg, Zwiahel, Owrucz, Lityń
Dowództwo Etapów WP na Ukrainie musiało się zmierzyć z wieloma trudnościami materiałowymi, kadrowymi i logistycznymi. Napotykało także opór miejscowych władz ukraińskich powodowany częściowo nieufnością do Polaków. Generał Romer tak pisał w swoim pamiętniku:

W narodzie i w rządzie ukraińskim bezsprzecznie daje się odczuwać brak zmysłu realnego. Za dużo filozofii, słowa, papieru, za mało czynu, konkretności. Twierdzenie p. Grocholskiego, że jest głową bez członków, dowództwem bez dywizji, mieści w sobie wiele prawdy. Są tu wielkie braki ekonomiczno-społeczne, a paskarstwo horrendalne [...]. Chłop ma masę pieniędzy, rząd ich wcale nie ma. Polska w znacznej mierze opłaca administrację ukraińską, a w samej Winnicy urząd gospodarczy dywizji polskiej żywi wojsko ukraińskie, w tym kraju mlekiem i miodem płynącym.

Pod wpływem alarmujących informacji o sukcesach Armii Budionnego, 9 czerwca gen. Romer wydał rozkaz ewakuowania DEU z Winnicy. Brak koordynacji działań spowodował, że większość oficerów nie zdążyła zabrać rzeczy osobistych. Do wagonów załadowano tylko akta Dowództwa. Panika ogarnęła też miejscowe społeczeństwo polskie.
Chaos ewakuacyjny spowodował ucieczkę władz cywilnych i milicji miejskiej. W koszarach pozostał tylko tabor III Kieleckiego batalionu etapowego. Kiedy pociąg ewakuacyjny dojechał do Klewania,  gen. Romer wysłał do Winnicy mały oddział pod dowództwem por. Stanisława Lisa-Błońskiego z zadaniem nawiązania łączności z cofającą się na Winnicę 18 Dywizją Piechoty gen. Franciszka Krajowskiego. W ciągu paru dni służby w Winnicy dołączyło do niego kilkudziesięciu milicjantów, żołnierzy, a także zwiadowców powracających ze strefy frontu. Zorganizowane zostały „komitety domowe”, które czuwały w budynkach i przekazywały wojsku informacje o pojawiających się band rabunkowych. Codziennie za pośrednictwem kurierów wysyłał on meldunki o położeniu do DEU, które stacjonowało się w Starokonstantynowie.

## Obsada personalna
- dowódca DEU - gen. Jan Romer
- kwatermistrz DEU - gen. Mieczysław Norwid Neugebauer
- szef sztabu - mjr Walery Sławek
- adiutant - por. Przemysław Nakoniecznikoff-Klukowski
- adiutant - por. Jan Potocki